# 博物館網走監獄
博物館網走監獄，是一所位於日本北海道網走市的博物館。

## 概述
該博物館是將是將從明治時代起在網走刑務所裡實際使用過的建築物予以保存、公開展示的戶外歷史博物館。位於被指定為國家名勝的位於網走國定公園範圍內，天都山網走湖旁。其中首座開放的建築物，是1985年10月10日向公眾開放的五翼放射狀官舍（舍房及中央看守所），該建築是日本現存最古老的監獄設施，也是世界上最古老的木製監獄建築。

## 館舍歷史
1890年（明治23年），由於為了方便管理重刑犯，日本政府利用了囚犯進行蝦夷地（北海道）的開拓工作，設立「釧路監獄署網走囚徒外役所」。並在同年改稱「網走監獄」。
1973年（昭和48年），網走監獄在改稱為「網走刑務所」後，宣布將進行對園內建築重新改築的計畫工程，擔心原監獄歷史建築遭到拆除的《網走新聞社》（現已停刊）社主佐藤久，因而開始進行各項請願保存監獄建築物的活動。後在與網走市政府、法務省等相關機構的合作下，成立網走監獄保存財團。並藉9億日元使用於歷史建築物的搬遷和修復工程，佐藤本人則做出了借款及擔保協助，最後金融機也將資金借給財團後，則開始朝向「監獄設施博物館概念」的方向進行對於建築群再活化的嘗試。。
- 1980年（昭和55年）：財團法人獲得批准。[1]
- 1983年（昭和58年）：開館。
- 1996年（平成8年）：登錄博物館認定。
- 2005年（平成17年）：教誨堂、五翼放射狀官舍（舍房及中央看守所）、二見丘農場登陸有形文化財。
- 2008年（平成21年）：參觀者總數突破1000萬人。
- 2010年（平成22年）：行刑資料館更改為監獄歷史館
- 2012年（平成24年）：網走監獄財團移行成公益基金會，廳舍、煉瓦造單人牢房、鏡橋入口哨舍、鏡橋出口哨舍、西門哨舍、裏門、裏門哨舍登錄有形文化財。[5]
- 2014年（平成26年）：鏡橋更換工作完成。[6]獲旅遊口碑網站貓途鷹所列冊「2014 TRAVELERS CHOICE Top 10 日本熱門博物館」第10名[7]。
- 2016年（平成28年）：廳舍、教誨堂、五翼放射狀官舍（舍房及中央看守所）、二見丘農場設施被指定為重要文化財產[8][9][10][11][12]。

## 展示設施
標註◎之建築物为指定重要文化財、標註○者为登錄有形文化財。
鏡橋（重建）
興建：1891年（明治24年）、重建：1994年（平成6年）、全長29公尺・幅6m
正門（重建）
興建：1923年（大正13年）、重建：1983年（昭和58年）、全長23.22公尺
廳舍（移築復原）◎
興建：1912年（明治45年）、移築：1988年（昭和63年）、500平方公尺
教誨堂（移築復原）◎
興建：1912年、重建：1981年（昭和56年）、404.87平方公尺
五翼放射狀官舍（舍房及中央看守所）（移築復原）◎
興建：1912年（明治45年）、移築：1985年（昭和60年）、3,333.72平方公尺
休泊所（重建）
興建：1891年（明治24年）、重建：1983年（昭和58年）、48.6平方公尺
味噌醬油窖（重建）
興建：1892年（明治25年）、重建：1983年（昭和58年）、43平方公尺
耕耘庫（重建）
興建：1891年（明治24年）、重建：1983年（昭和58年）、77.76平方公尺
舊網走監獄二見岡監獄分所（移築復原）◎
興建：1896年（明治29年）、移築：1999年（平成11年）、1,933平方公尺
二見岡監獄農場、耕耘倉庫
興建：1896年（明治29年）、重建：2000年（平成12年）
漬物庫（重建）
興建：1891年（明治24年）、重建：1983年（昭和58年）、72.9平方公尺
浴場（重建）
興建：1912年（明治45年）、重建：1983年（昭和58年）、208.22平方公尺
獨立型單人牢房（重建）
興建：1912年（明治45年）、重建：1983年（昭和58年）、4.86平方公尺
煉瓦造的單人牢房（移築復原）○
興建：1919年（大正8年）頃、移築：1991年（平成3年）、10平方公尺
哨舎（移築復原）○
興建：不明、移築年：1992年（平成4年）
看守塔（重建）
興建：1948年（昭和23年）、重建：1983年（昭和58年）、高8公尺
監獄歷史館
興建：1983年（昭和58年）、1,443.58平方公尺
網走刑務所裏門（移築復原）○
興建：1923年（大正13年）、重建：1995年（平成7年）、全長12公尺
網走刑務所水門（重建）
興建：1923年（大正13年）、重建：2002年（平成14年）、全長24公尺
釧路地方裁判所網走支部法庭復原棟（移築復原）
興建：1952年（昭和27年）、移築：1993年（平成5年）、1,142.82平方公尺
看守長屋（重建）
興建：1912年（明治45年）、重建：2004年（平成16年）、90平方公尺
爬窯（重建）

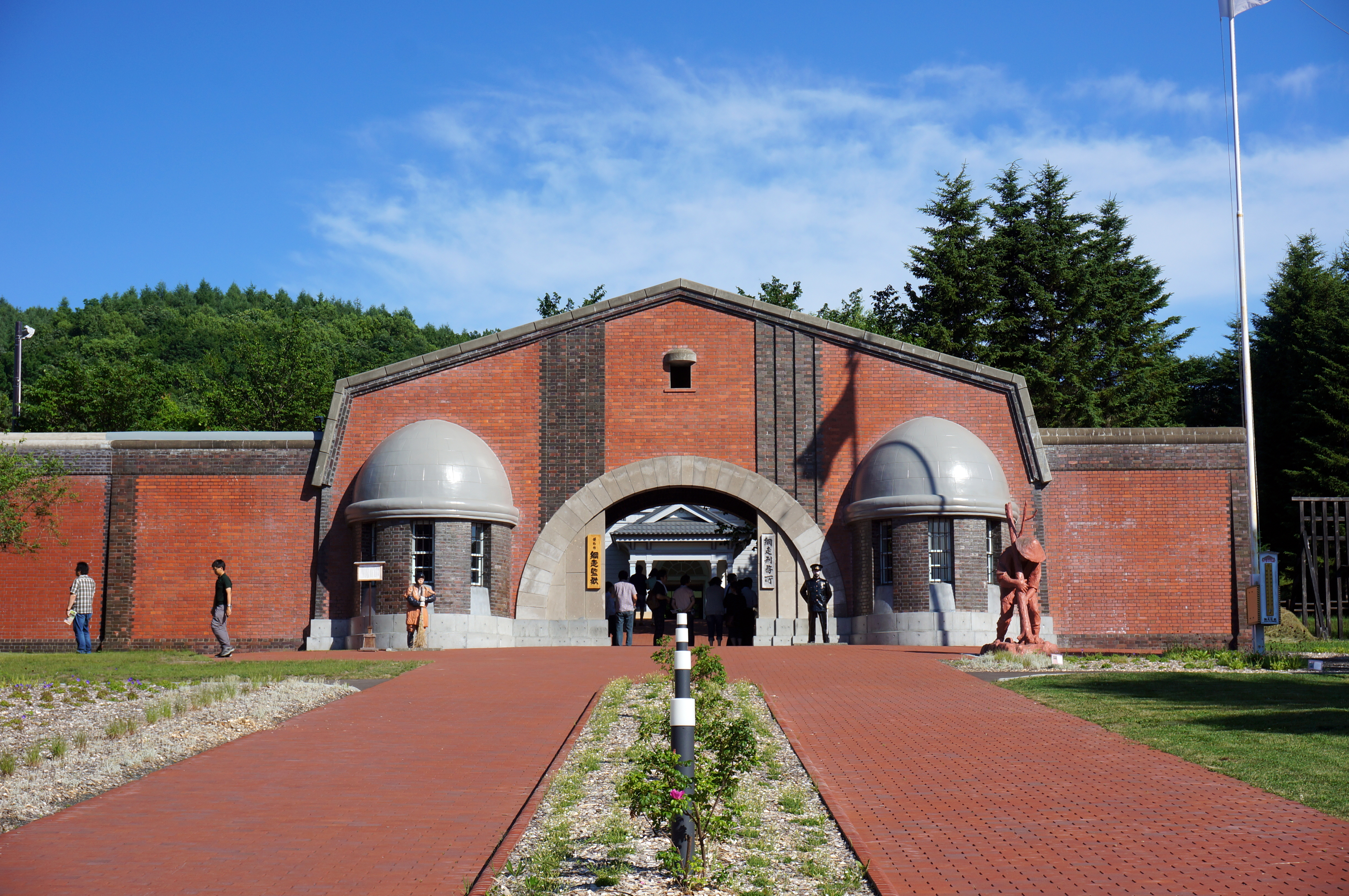
正門（2013年7月）
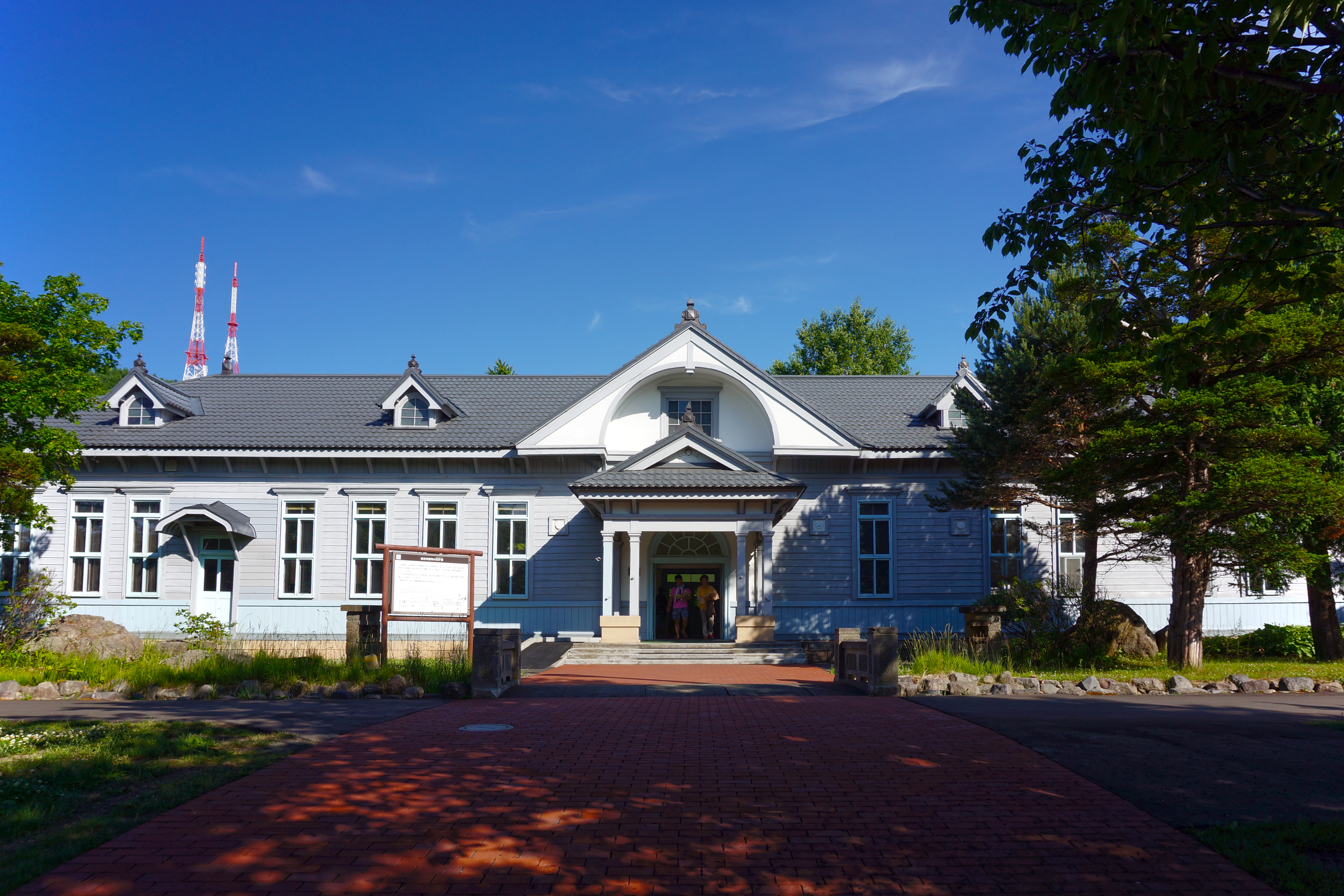
廳舎（重要文化財）（2013年7月）
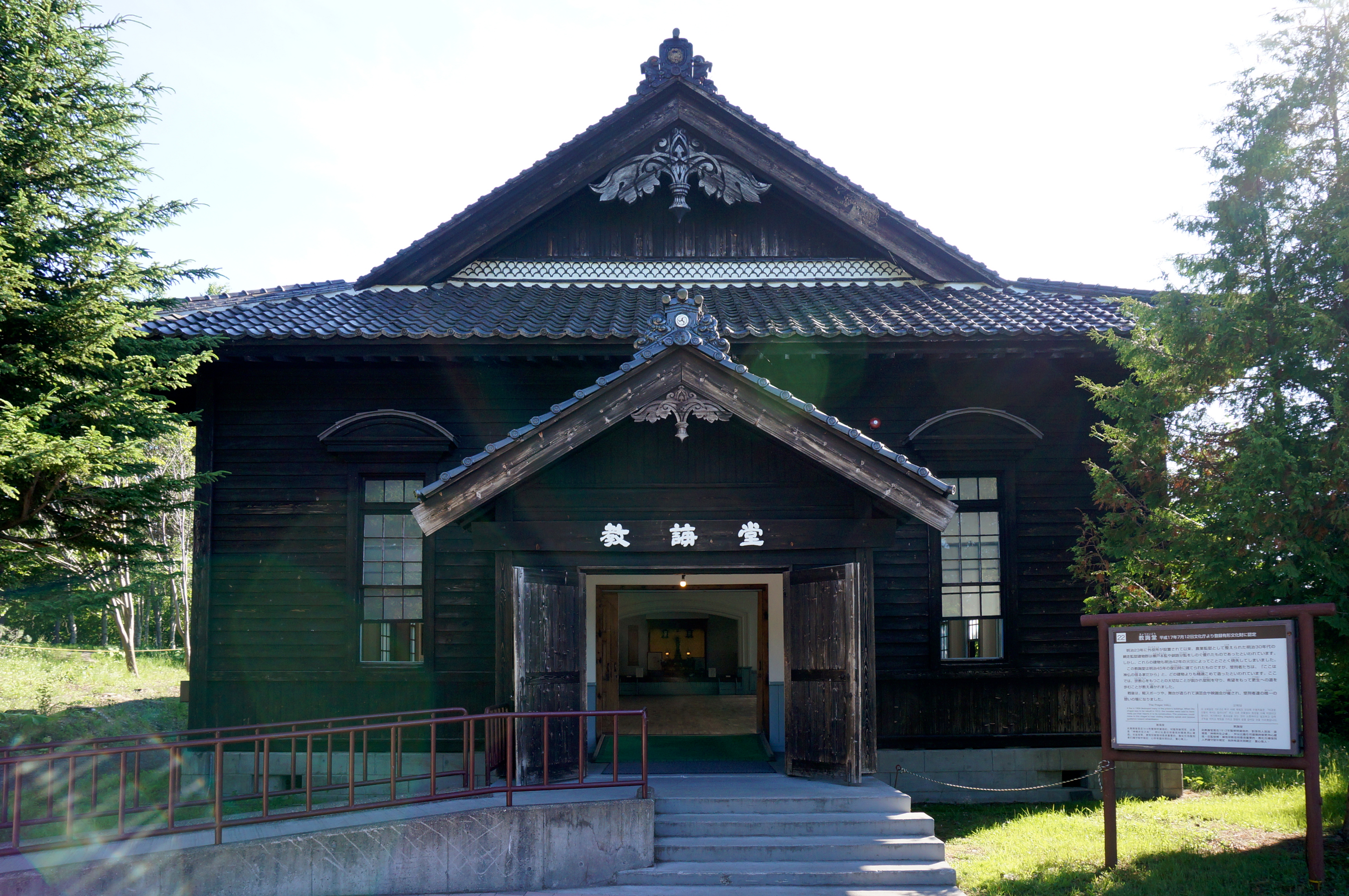
教誨堂（重要文化財）（2013年7月）
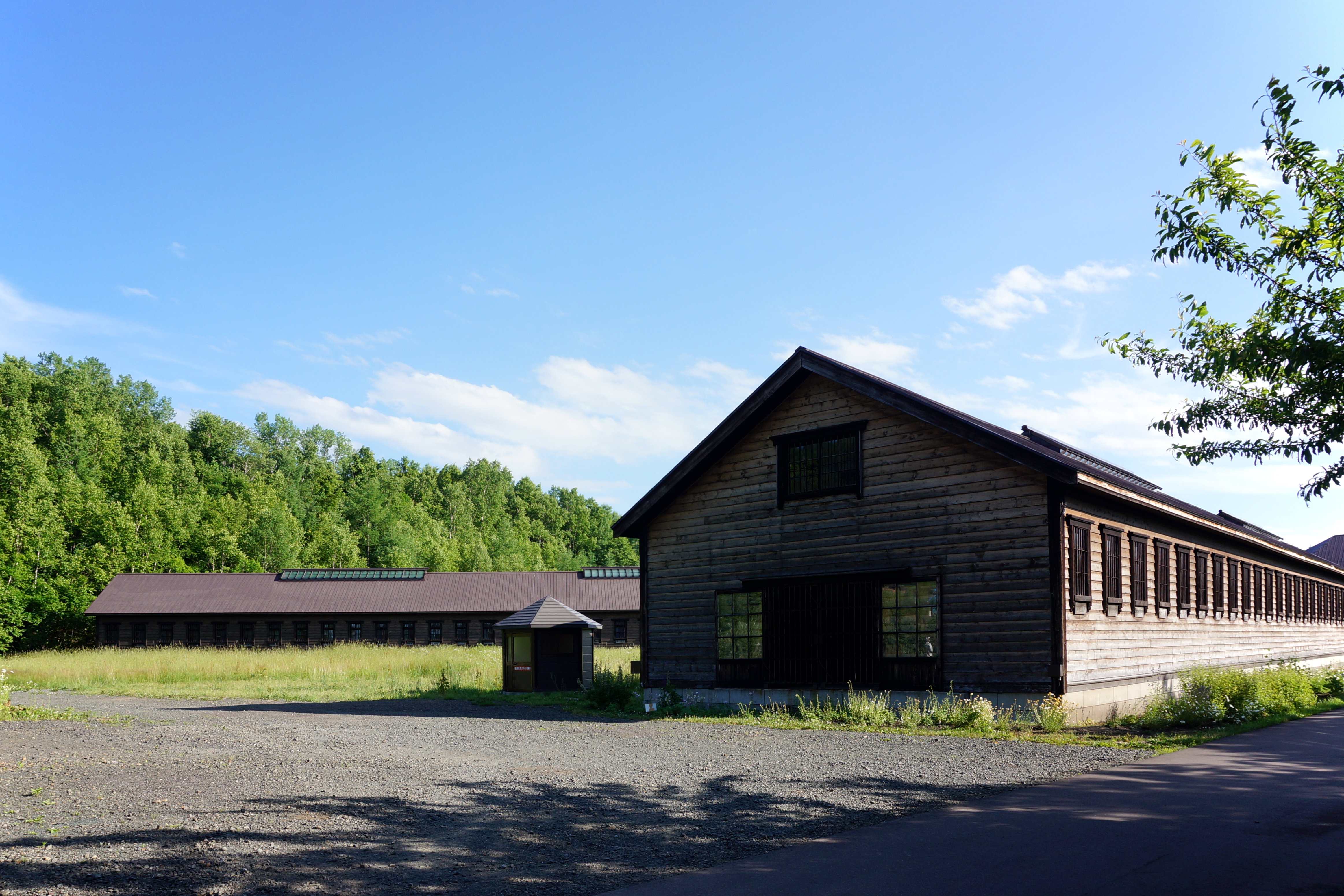
五翼放射狀平屋舍房（重要文化財）（2013年7月）
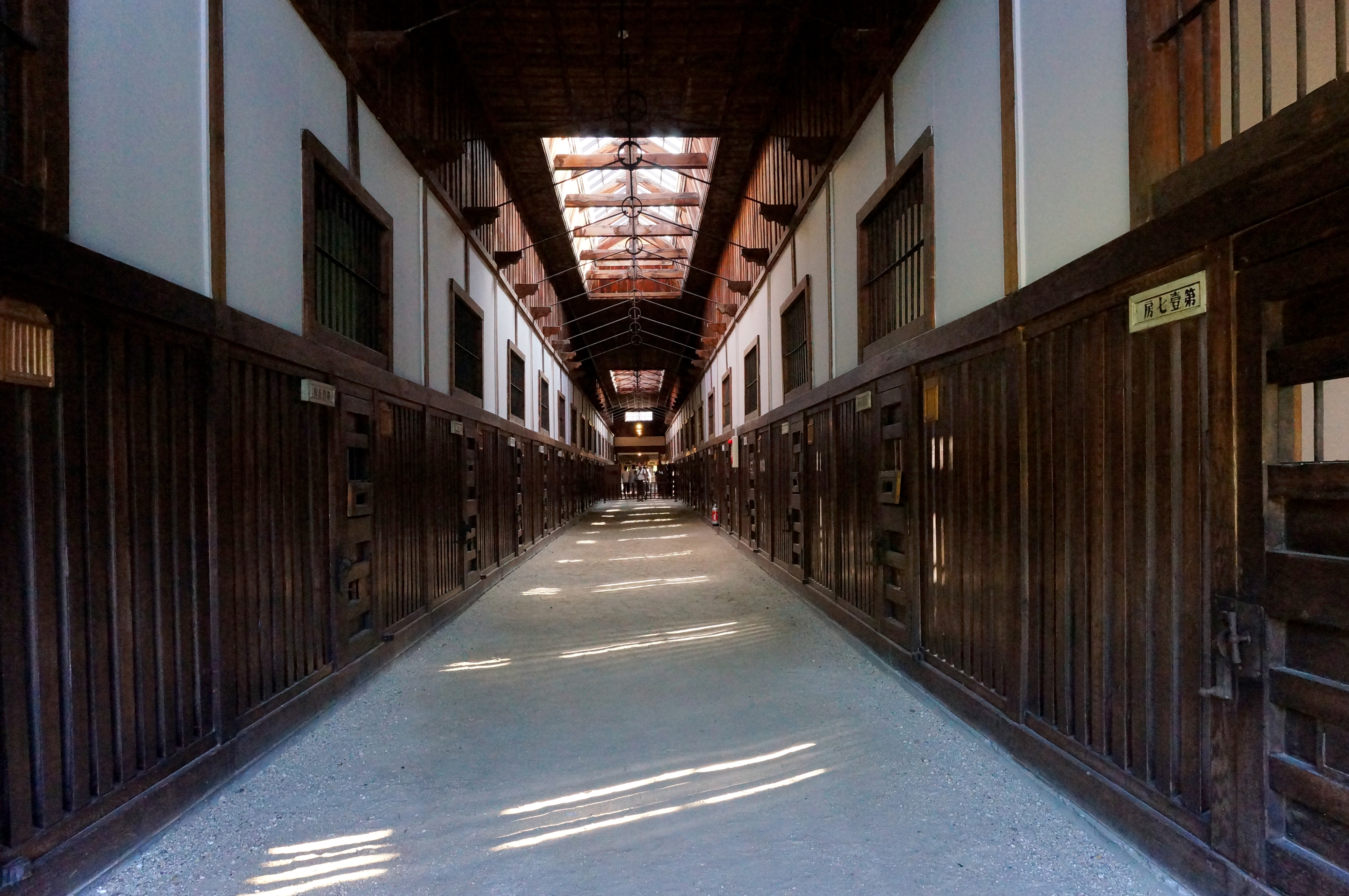
五翼放射狀平屋舍房（内部）（2013年7月）
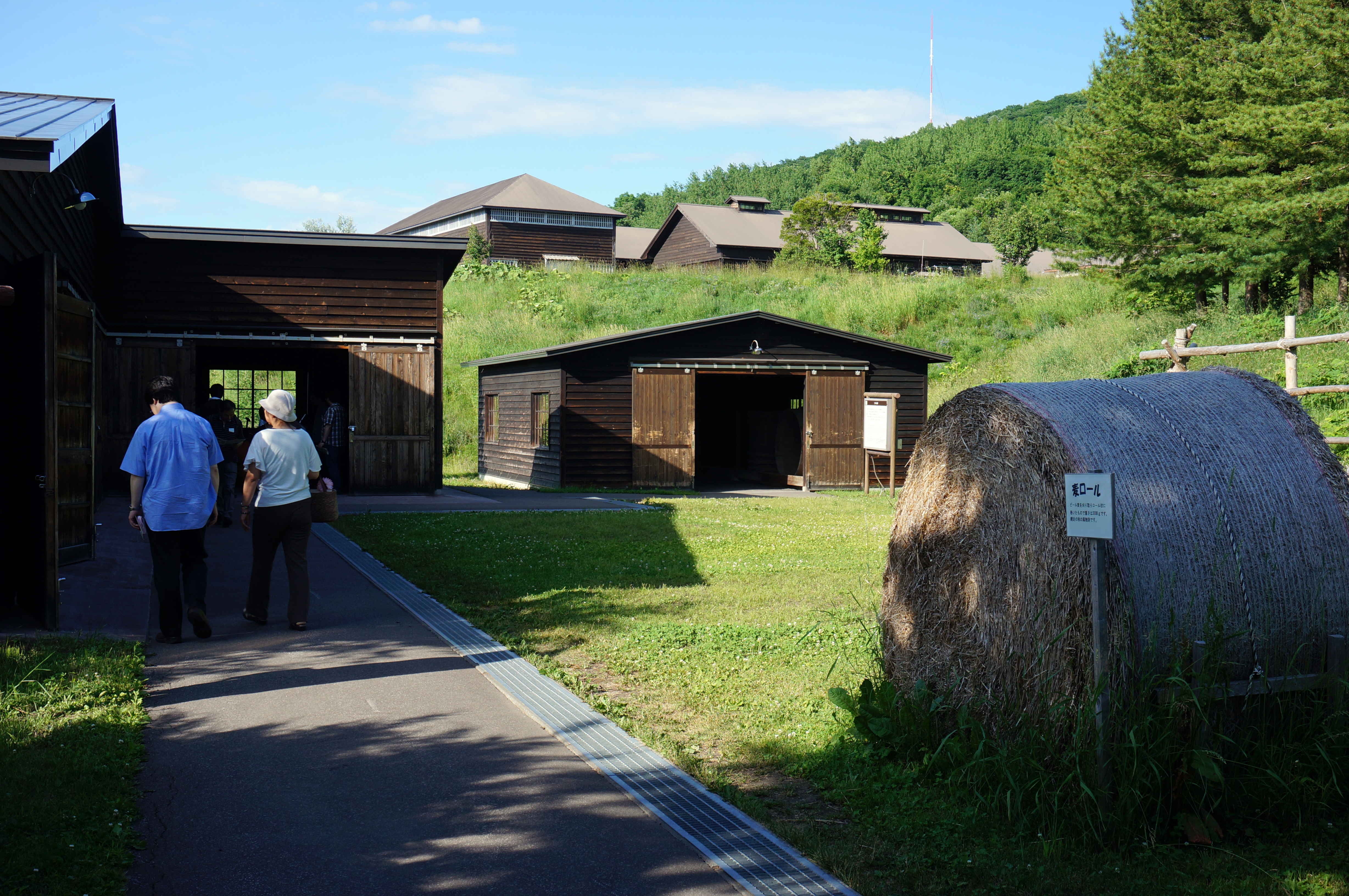
耕耘庫（左）與漬物庫（右）（2013年7月）
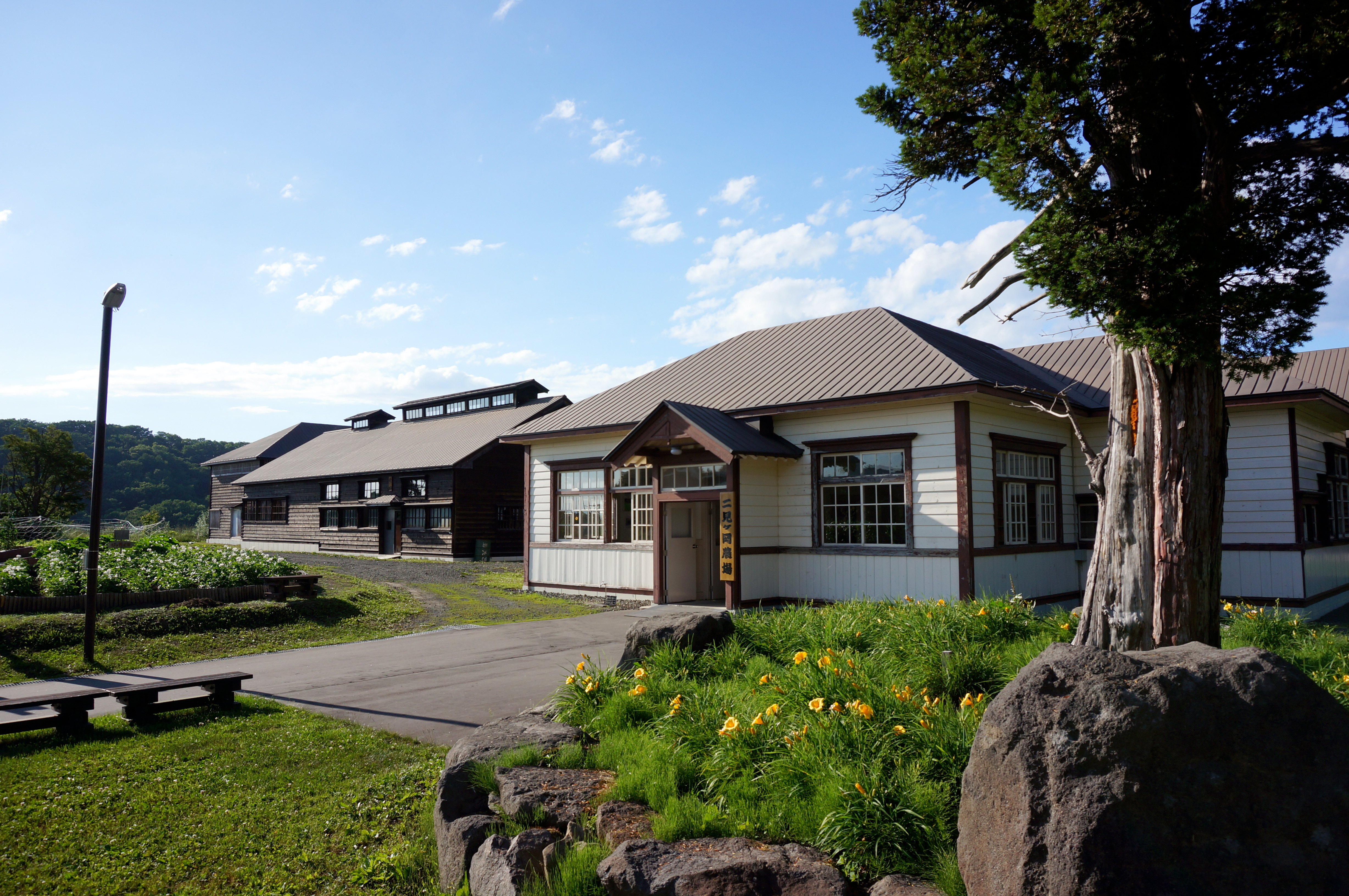
二見岡農場廳舍（手前）與炊場（奥）（重要文化財）（2013年7月）
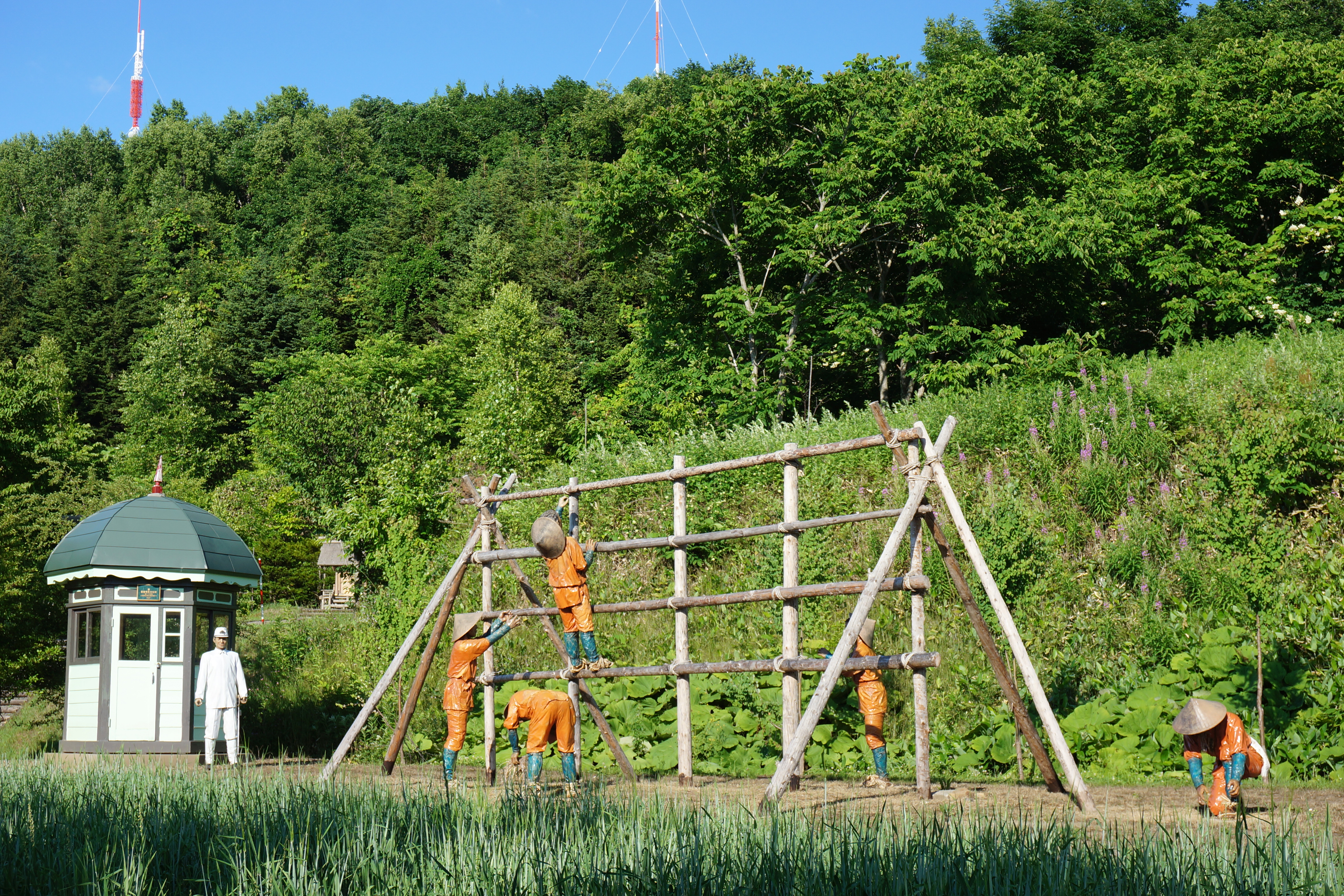
西門哨舎所復原的二見岡農場作業（2013年7月）
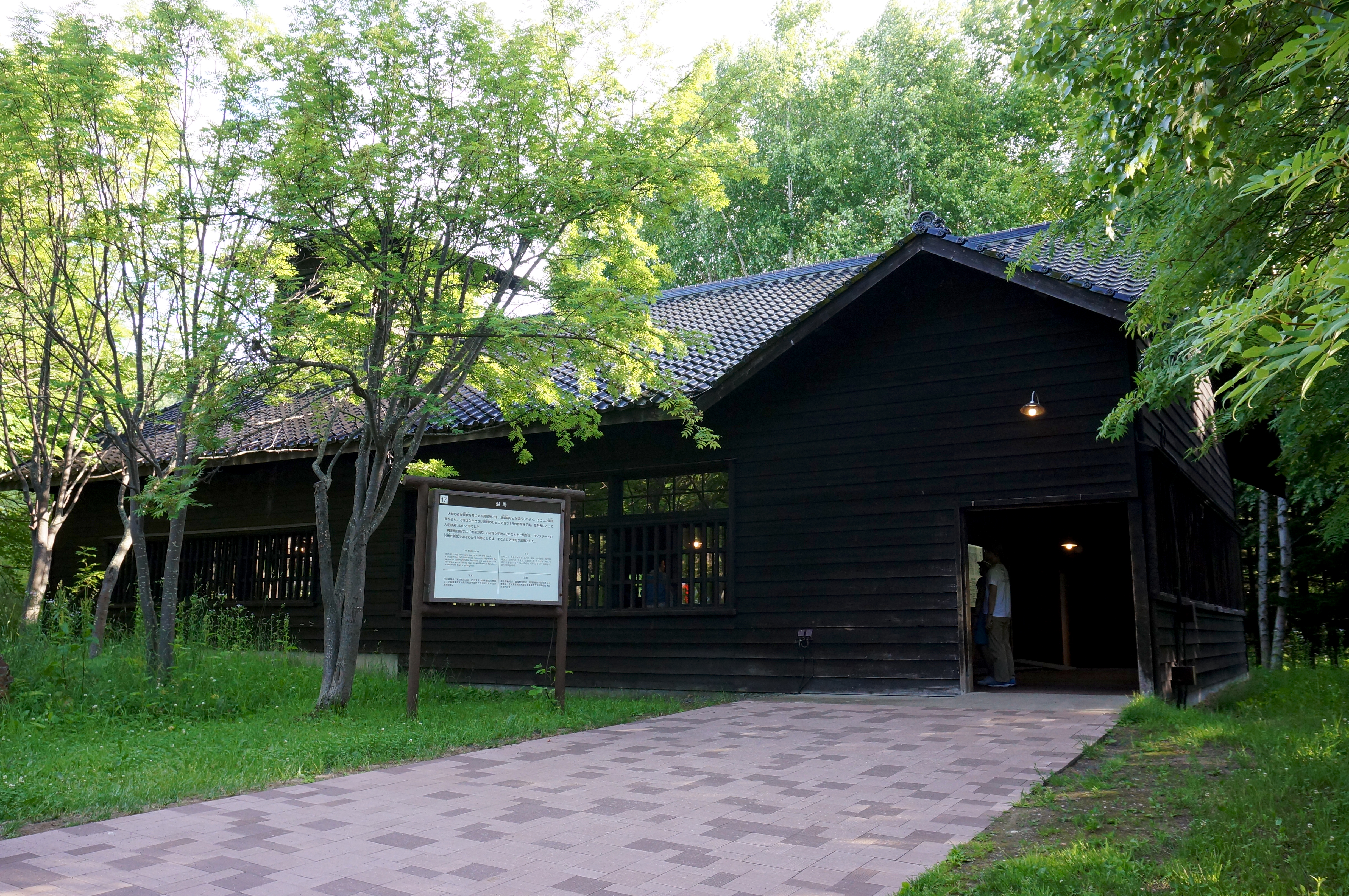
浴場（2013年7月）
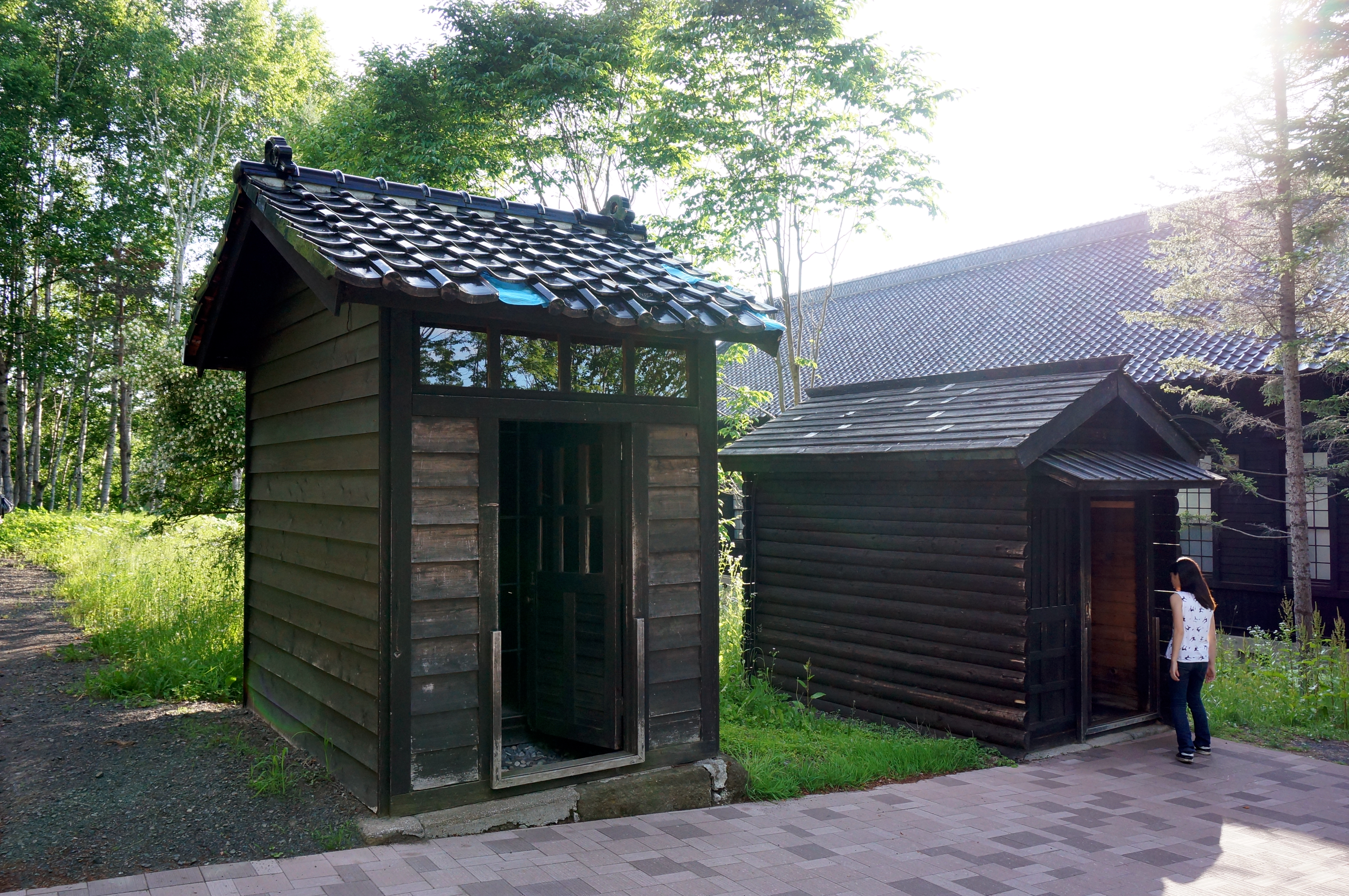
獨立型單人牢房（2013年7月）
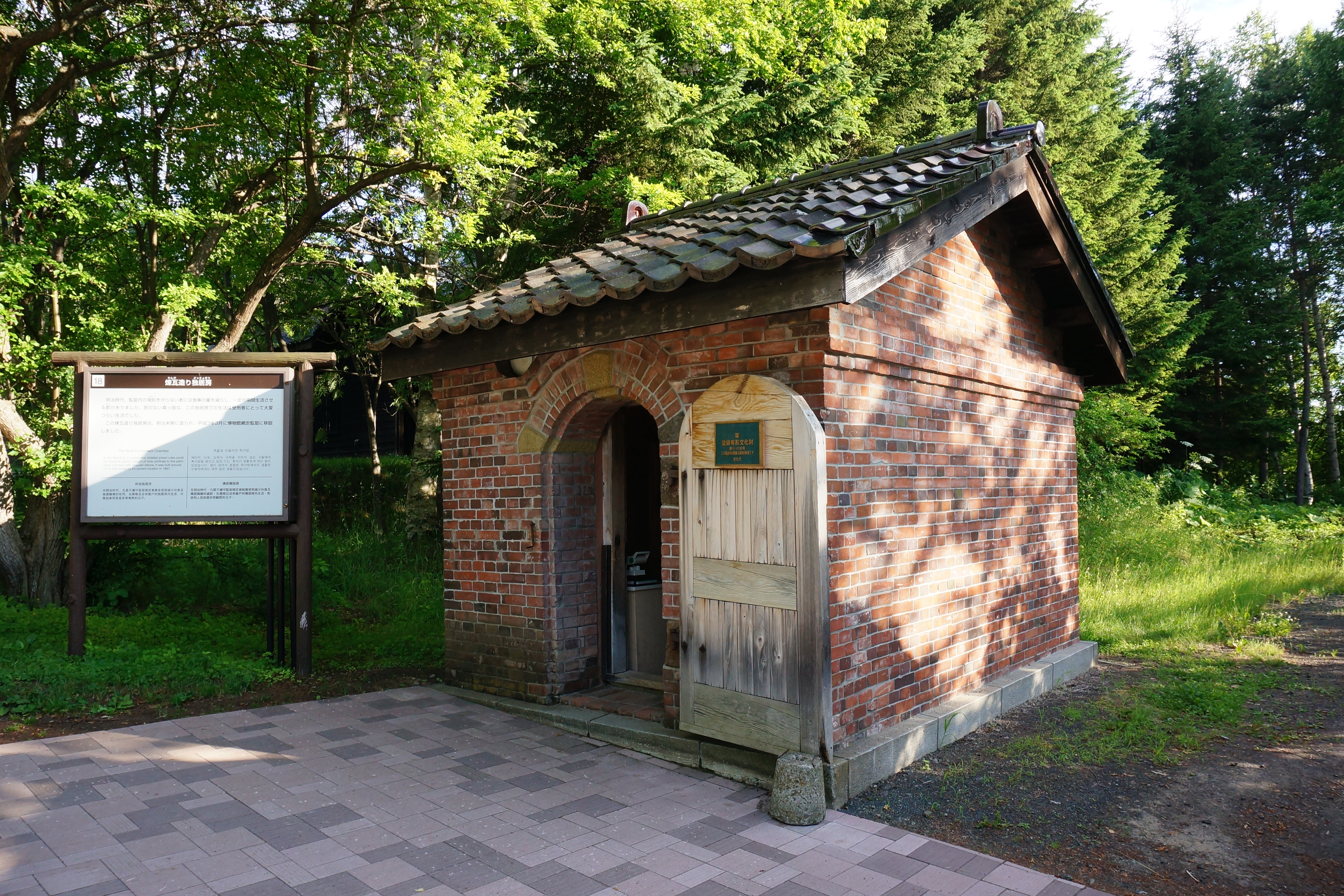
煉瓦造單人牢房（2013年7月）
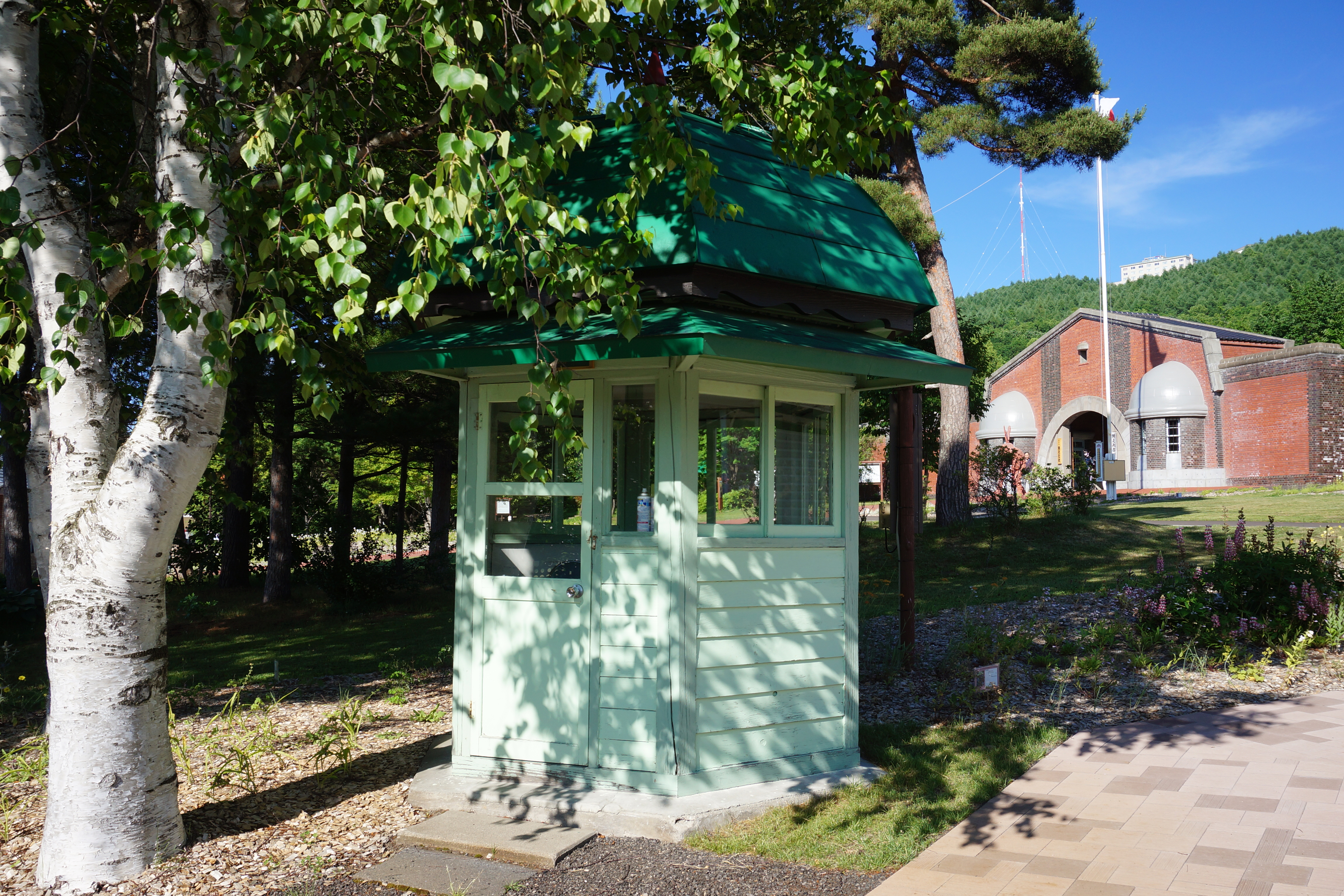
位於鏡橋的入口哨舍（2013年7月）
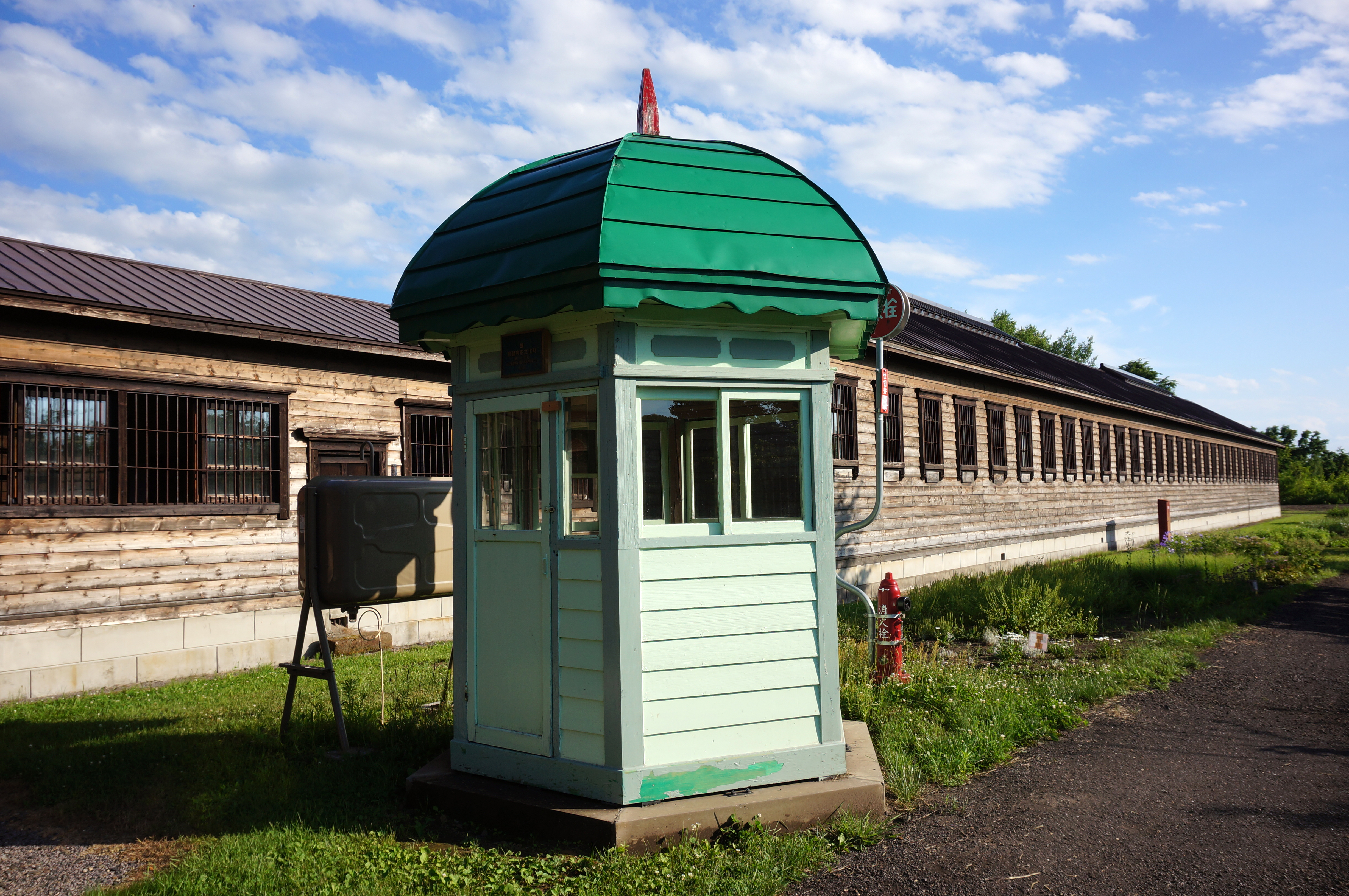
位於鏡橋出口哨舍（2013年7月）
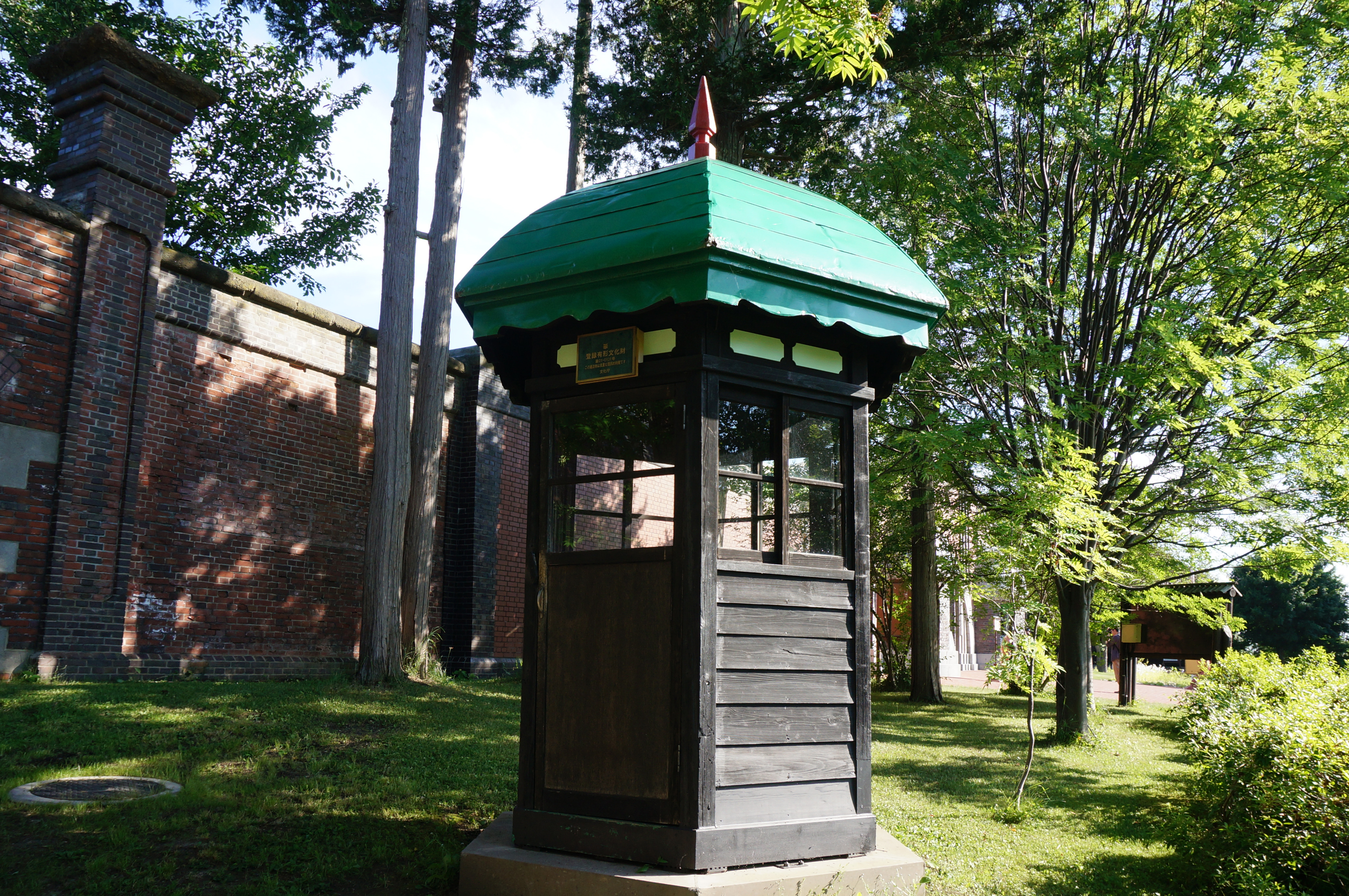
裏門哨舍（2013年7月）
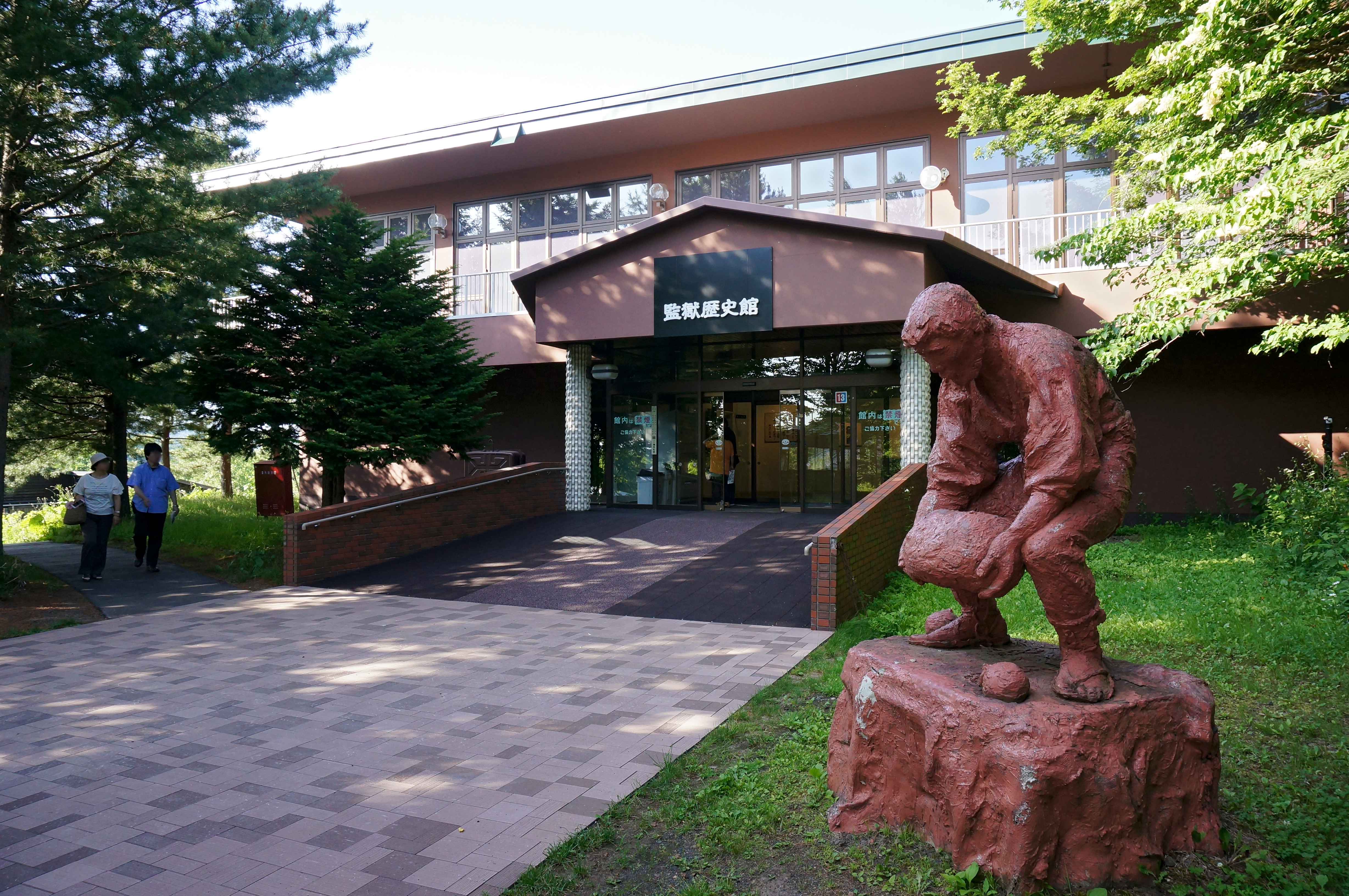
監獄歷史館（2013年7月）
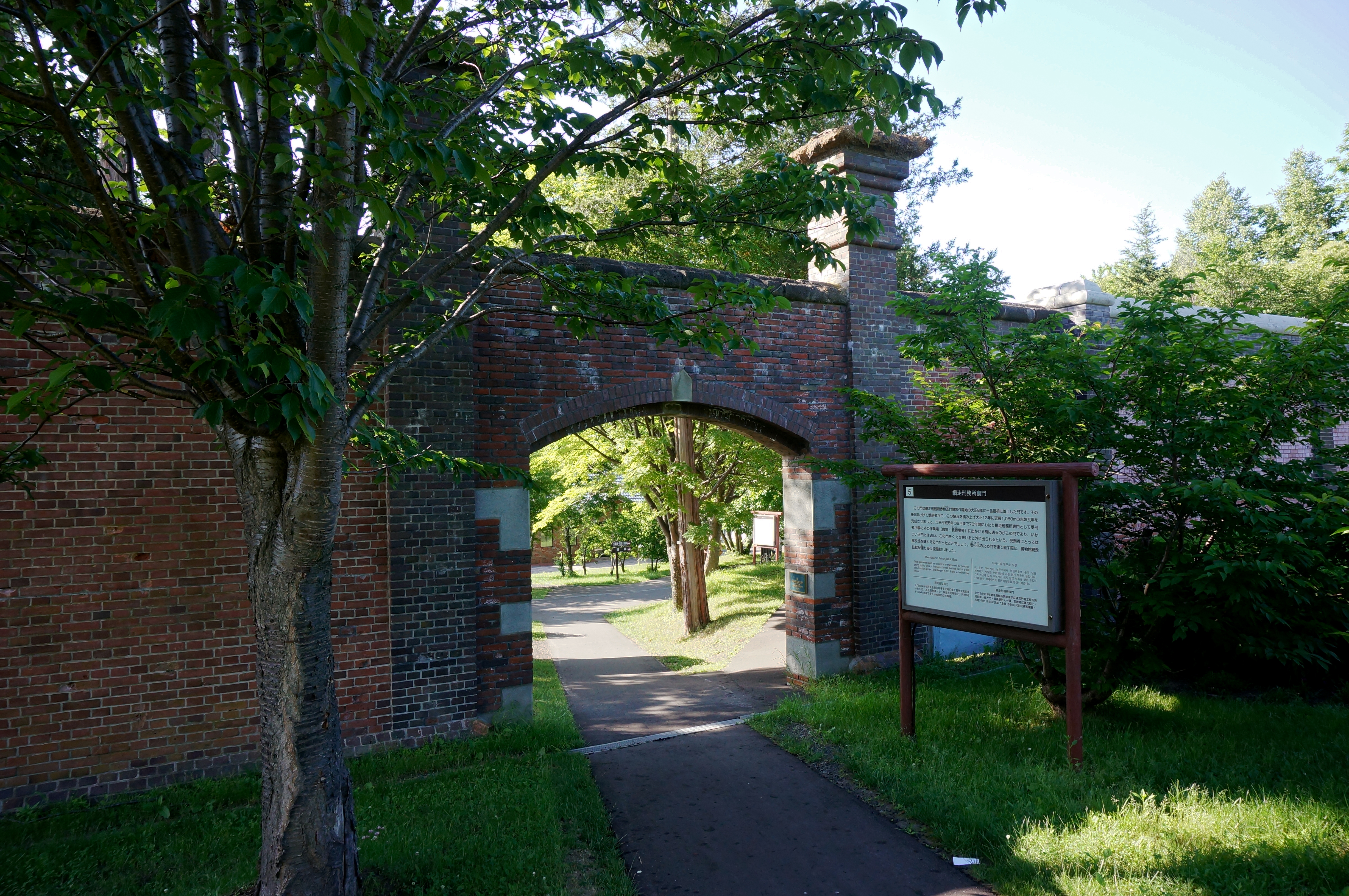
網走刑務所裏門（2013年7月）
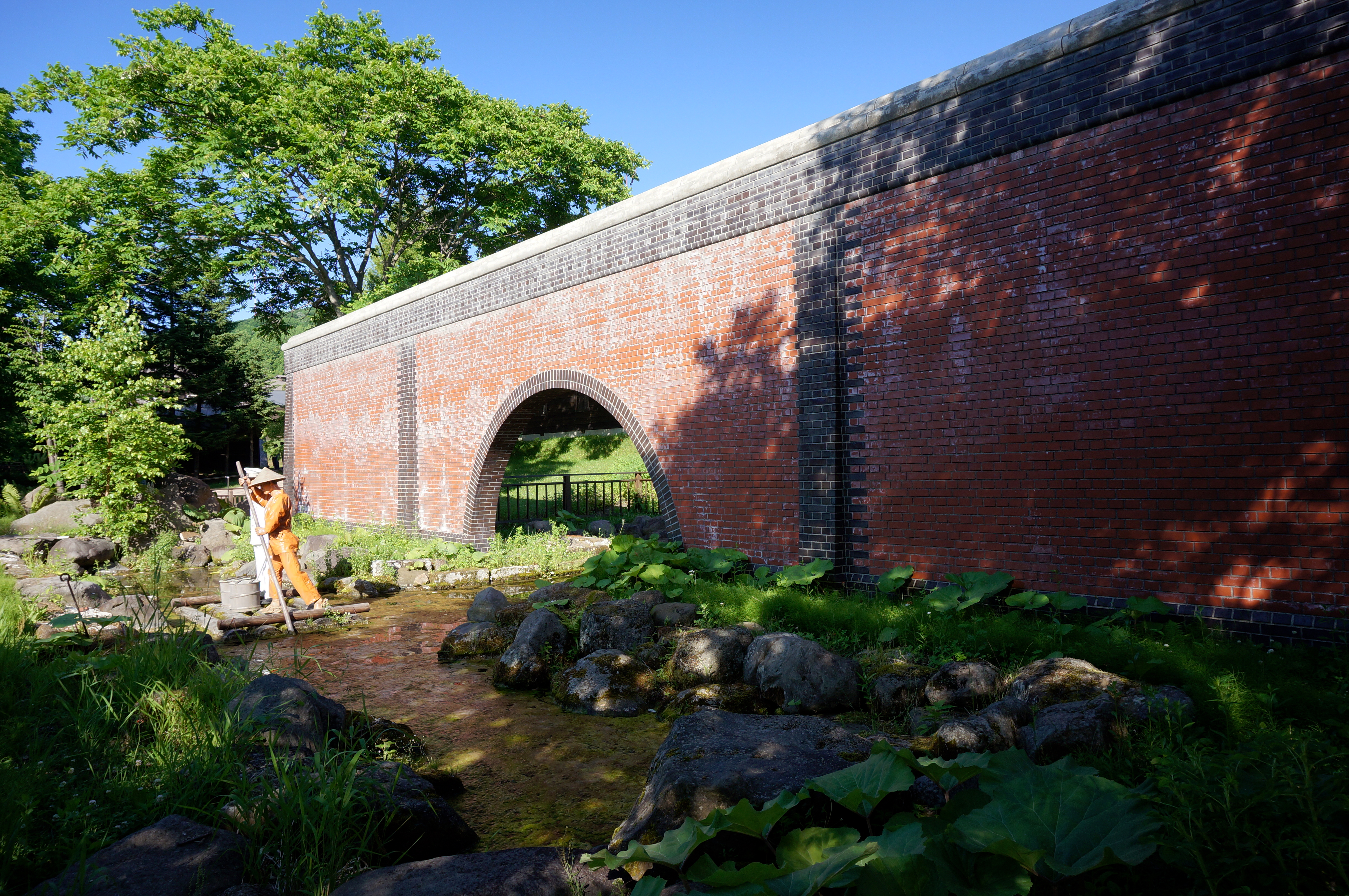
網走刑務所水門（2013年7月）
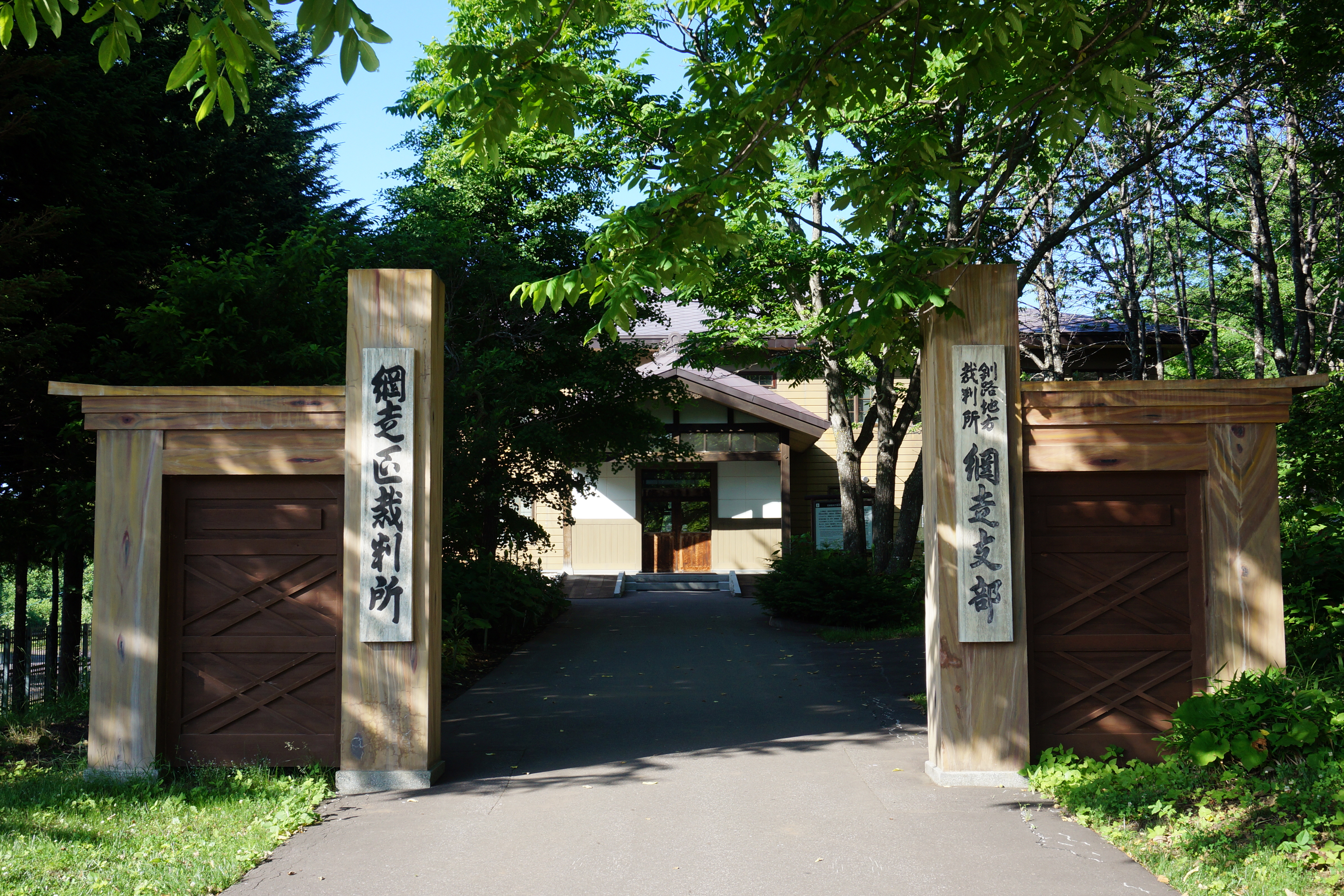
釧路地方裁判所網走支部法廷復原棟（2013年7月）
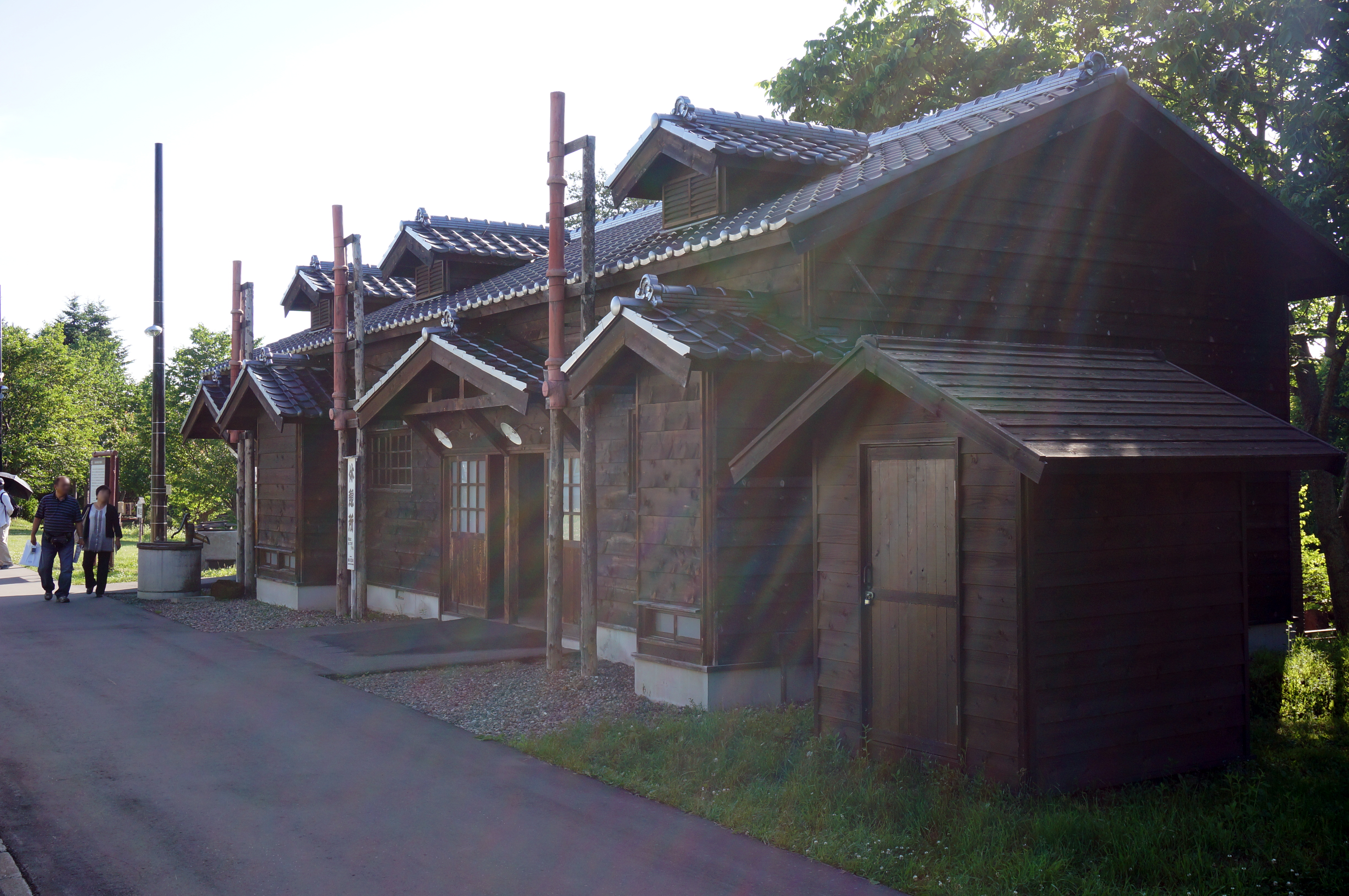
刑務所職員官舍（看守長屋）（2013年7月）

## 著名刑犯
- 安部讓二
- 伊藤一（《網走番外地》原作者）
- 白鳥由榮（越獄囚）[13]
- 德田球一（政治運動家）[14][15][16]

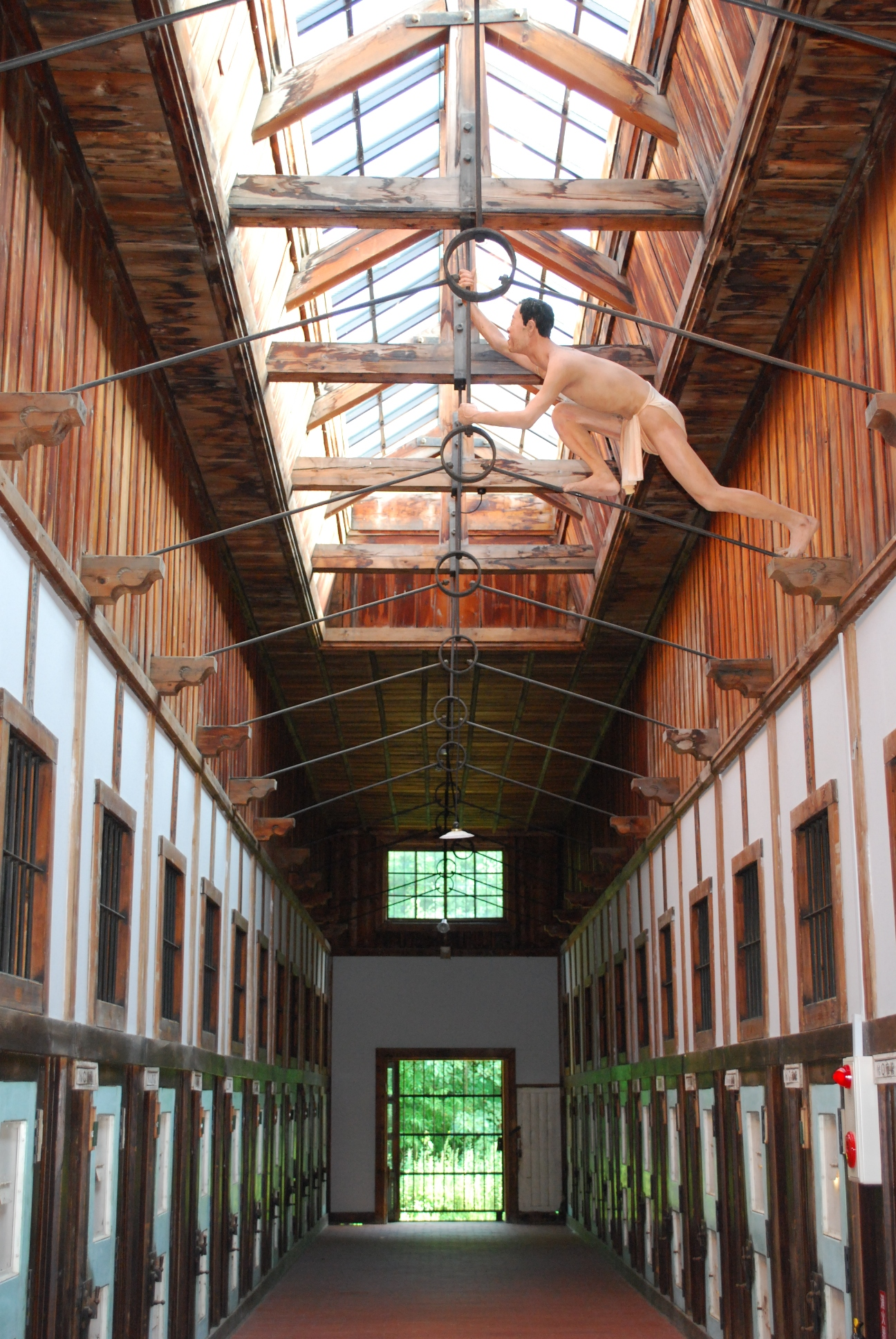
博物館網走監獄所展示白鳥由榮逃獄的復原模型。

- 西川寅吉（日语：西川寅吉）（具有「五寸釘寅吉」名號的越獄囚）
- 野村秋介（日语：野村秋介）（右翼活動家）
- 布蘭克·武凱利奇（日语：ブランコ・ド・ヴーケリッチ）（佐爾格情報團（日语：ゾルゲ諜報団）的成員。於佐爾格事件（日语：ゾルゲ事件）被逮捕）[17]
- 美能幸三（日语：美能幸三）（元暴力團成員、《無仁義之戰》作者）
- 宮本顯治（日本共產黨政治家、文藝評論家。因日本共產黨內奸查問事件遭到逮捕）

## 以網走監獄作為背景的作品

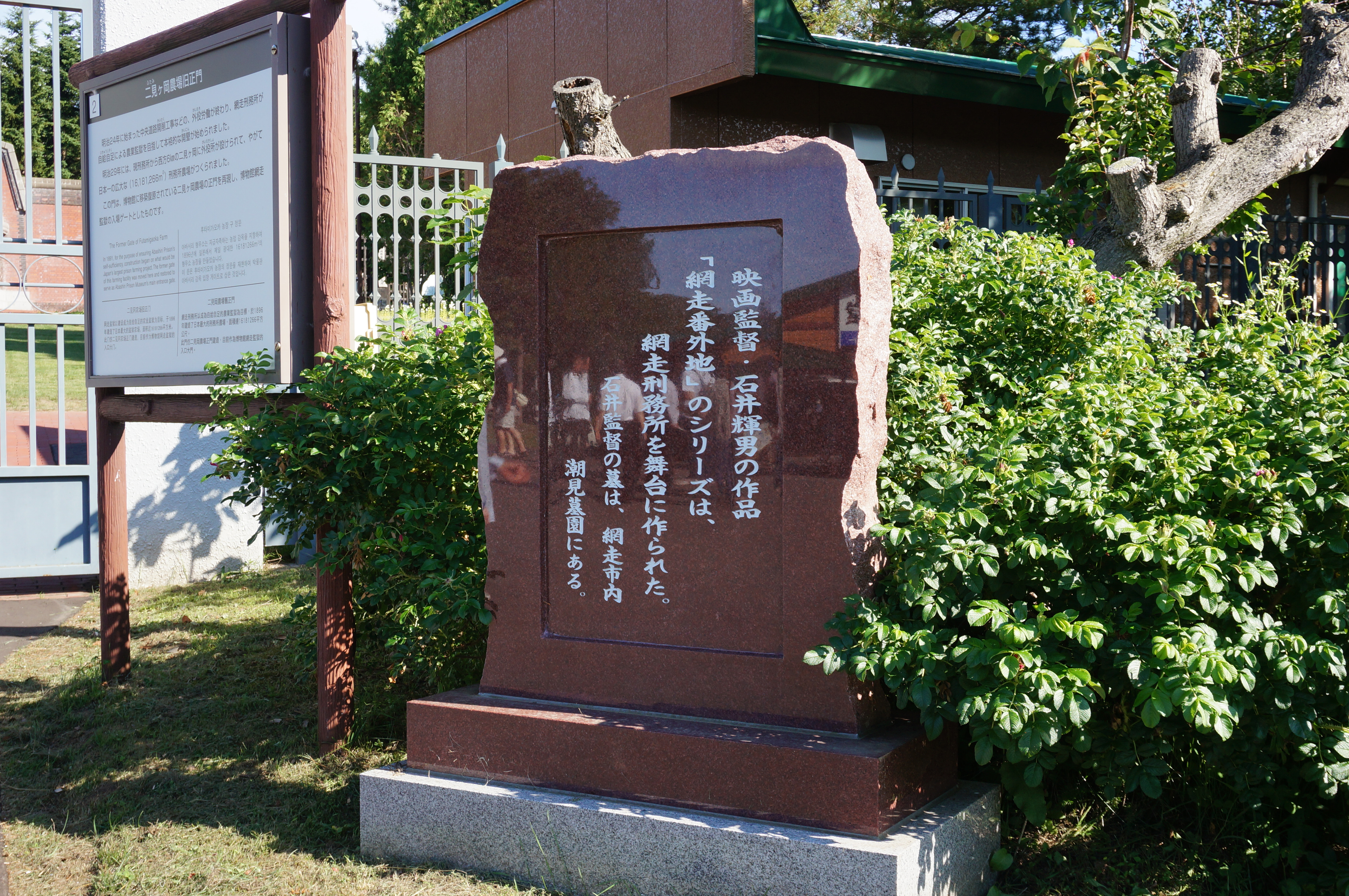
入口設有《網走番外地系列》的電影導演石井輝男所設立的「電影『網走番外地』撮影地の碑」(2013年7月）

電影
《愛與恨的彼岸》
《北海の虎》
《網走番外地 (日活)》
《地の涯に生きるもの》
《人間の條件・完結編》
《手錠にかけた恋》
《大氷原》
《網走番外地 (東映)》
《新網走番外地》系列
《赤贫的19岁》
《監獄人別帳》
《寅次郎的故事11_寅次郎勿忘我》
《大脱獄》
《幸福的黄手绢》
《北狐的故事》
《L-O-Vi-Love-NG》
《刑務所の中》
《間諜佐爾格》
歌曲
高倉健「網走番外地」
漫畫・書籍
德田球一、志賀義雄《獄中十八年》
吉村昭《破獄》
宮本顯治《網走の覚書》
緒方恭二、福本和也《マル暴株式会社》
野田智《黃金神威》
遊戲
北海道連鎖殺人 オホーツクに消ゆ

## 外部連結
- 博物館 網走監獄官方網站 （页面存档备份，存于）
  - 博物館網走監獄（博物館網走監獄 Abashiri Prison Museum）的Facebook專頁
- 博物館網走監獄的X（前Twitter）